# Rinaldo Cruzado
Paulo Rinaldo Cruzado Durand (ur. 21 września 1984 w Limie, Peru) – peruwiański piłkarz, grający na pozycji pomocnika. Mierzy 180 cm wzrostu.

## Kariera klubowa
Karierę sportową Cruzado rozpoczął w 2002 roku jako piłkarz Alianzy Lima, gdzie w 115 meczach strzelił 5 bramek i trzykrotnie zdobywał z tym klubem mistrzostwo Peru. Po 5 latach gry w tym klubie Cruzado trafił do szwajcarskiego klubu Grasshoppers. Po sezonie gry w Szwajcarii Cruzado powrócił do Peru, gdzie podpisał kontrakt z Sporting Cristalem Lima.
Następnym klubem w karierze Cruzado był irański Esteghlal Teheran, z którym zdobył mistrzostwo kraju w 2009 roku. Cruzado w barwach tego klubu rozegrał zaledwie 18 spotkań i strzelił 1 bramkę, ale było to powodowane m.in. kontuzją. Odbudował się dopiero w Juan Aurich Chiclayo, gdzie był jednym z podstawowych graczy. Od 2011 roku Cruzado jest piłkarzem włoskiego Chievo Werona.

## Kariera reprezentacyjna
W reprezentacji Peru Cruzado rozegrał 18 spotkań i nie strzelił gola. Zadebiutował on 11 maja 2006 roku w meczu z reprezentacją Trynidadu i Tobago. Uczestniczył w turnieju Copa América 2011, gdzie zdobył z reprezentacją Peru brązowy medal.